# Thomas Chrowder Chamberlin
Thomas Chrowder Chamberlin, född 25 september 1843 i Mattoon, Illinois, död 15 november 1928 i Chicago, var en amerikansk geolog.
Chamberlin var lärare och professor i naturvetenskap och geologi vid flera högskolor och universitet, såsom i Beloit och Madison i Wisconsin. År 1893 blev han president för University of Chicago, professor i geologi och direktör för Walkermuseet och emeritus 1919. Dessutom tjänstgjorde han vid flera geologiska undersökningar och förestod 1882-1907 avdelningen för glacialgeologi vid US Geological Survey.
Hans arbeten behandlar huvudsakligen allmän geologi och särskilt glacialgeologi. År 1894 medföljde han som geolog Peary Relief Expedition till Nordgrönland. Bland hans arbeten märks den i USA synnerligen spridda handboken General Treatise of Geology (tillsammans med Rollin D. Salisbury, 1905) och The Origin of the Earth (1916), i vilken han lämnar en samlad och utförlig framställning av den hypotes, planetesimalhypotesen, som han under samarbete med astronomen Forest Ray Moulton utarbetade för att förklara bildningen av solsystemet och Jorden. Enligt denna hypotes skulle solsystemet ha utvecklats genom ansamling av meteoriskt stoff, planetesimaler, till en spiralnebulosa, i vilken sedermera främmande kroppar invandrat; Jorden skulle efter dessa åsikter aldrig ha genomgått något glödflytande stadium.
Camberlin var utgivare av "Journal of Geology". År 1921 blev han korresponderande ledamot av Geologiska Föreningen i Stockholm. Han tilldelades Penrosemedaljen 1927.